# Oneröst avtal
Ett oneröst avtal (av lat. onus, "börda") är ett avtal där båda parterna utger något av värde till den andra. Ett typexempel är ett köp där säljaren utger varan och köparen utger betalningen. Ett köp är alltså ett oneröst fång.
Om endast den ena parten utger någon prestation, handlar det i stället om ett benefikt avtal.